# Ostrzeń
Ostrzeń (Cynoglossum L.) – rodzaj roślin z rodziny ogórecznikowatych. Obejmuje ok. 75–83 gatunków. Są to rośliny jednoroczne, dwuletnie lub byliny występujące głównie na rozległych obszarach Azji, 11 gatunków rośnie w Europie, nieliczne gatunki rosną w górach wschodniej Afryki i na południowym krańcu tego kontynentu. W Polsce jako gatunek rodzimy występuje jeden gatunek – ostrzeń pospolity C. officinale. Poza tym obecny bywa jako przejściowo dziczejący ostrzeń drobnozadziorkowy C. microglochin.
Rośliny te zasiedlają najczęściej tereny otwarte, kamieniste zbocza, widne lasy. Kilka gatunków, a zwłaszcza ostrzeń powabny Cynoglossum amabile, uprawianych bywa jako rośliny ozdobne. Ostrzeń pospolity wykorzystywany był jako roślina lecznicza, a jego młode liście spożywano w postaci sałatek.

## Morfologia

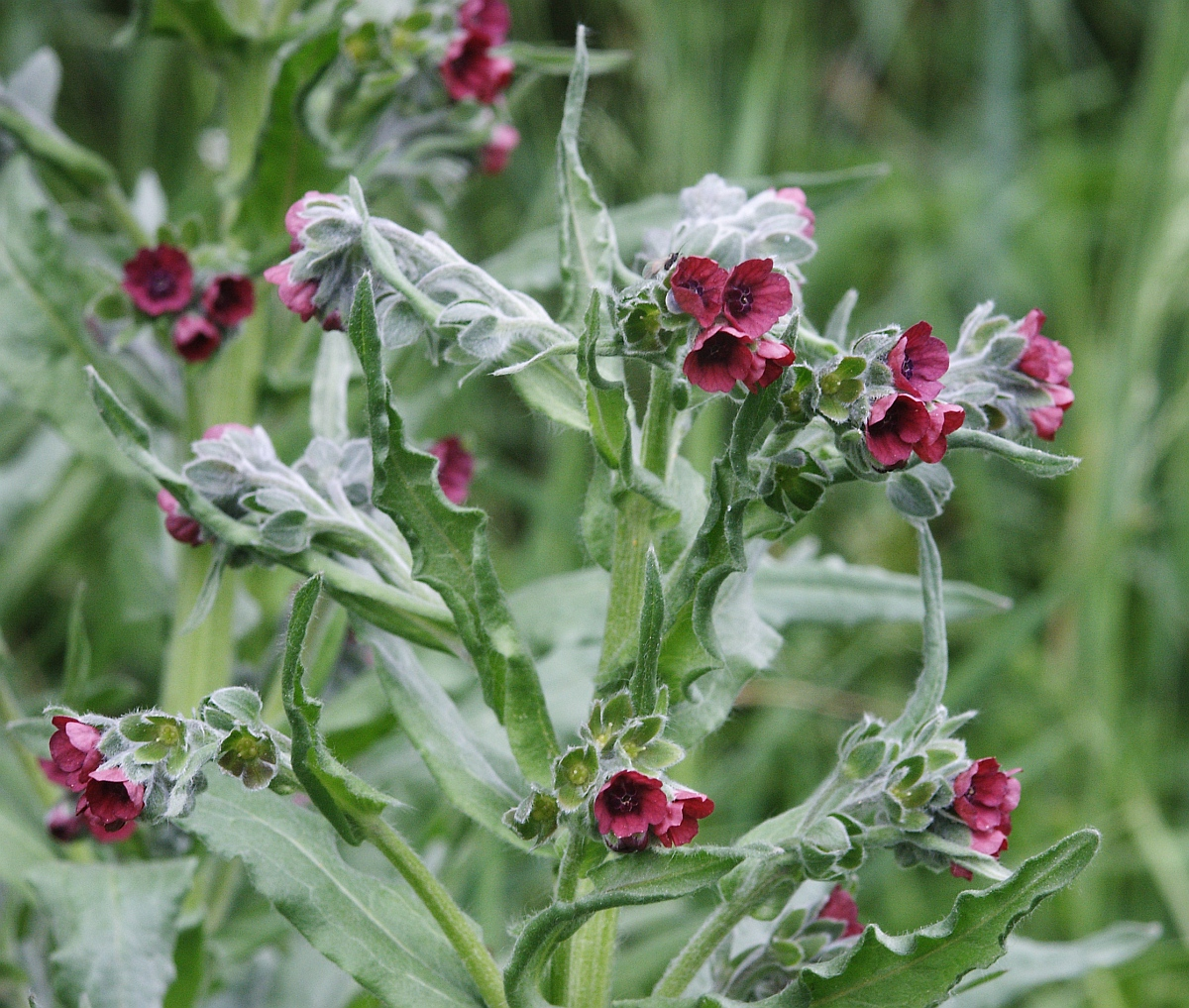
Ostrzeń pospolity

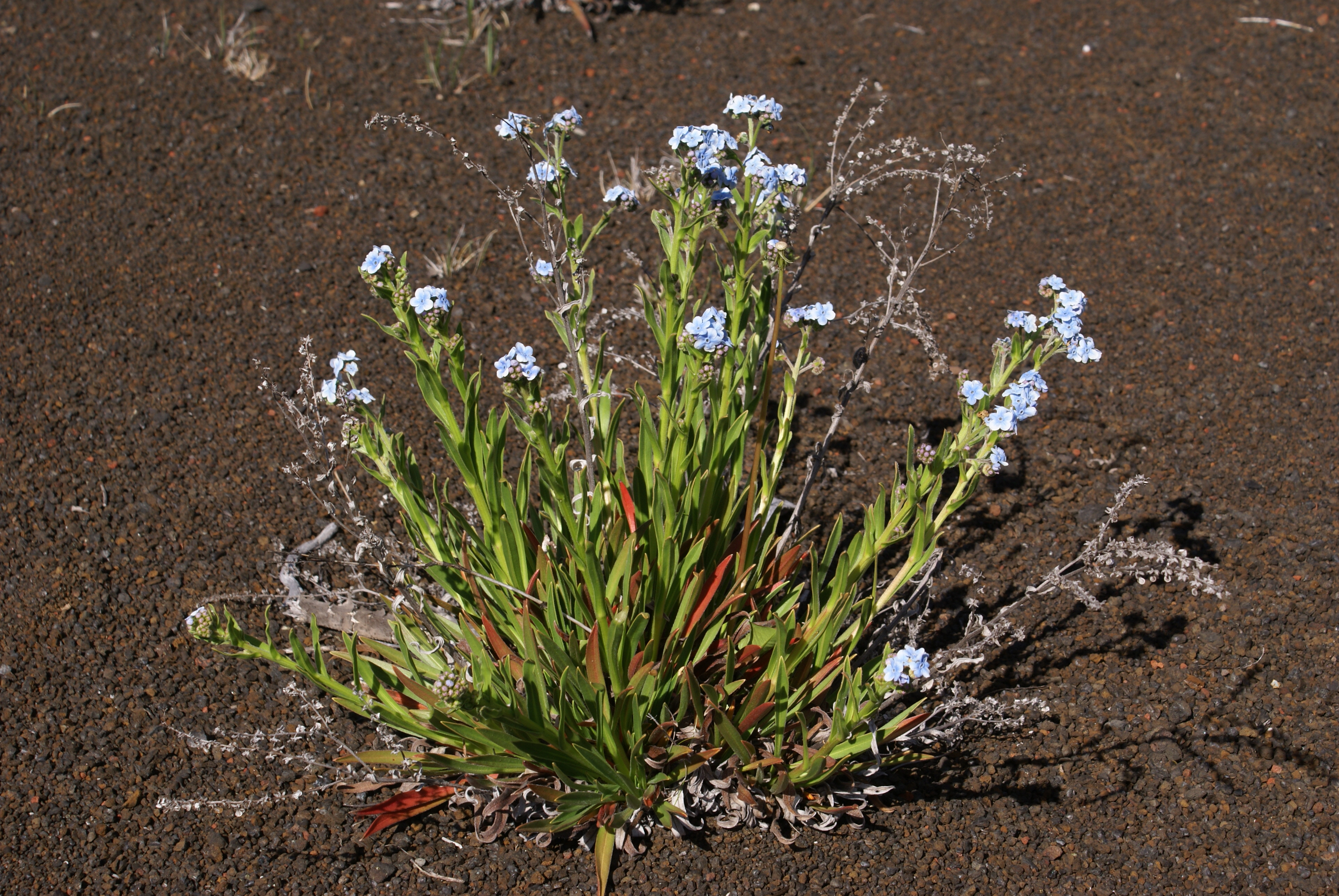
Pokrój (Cynoglossum borbonicum)

PokrójNajczęściej byliny, rzadziej rośliny jednoroczne i dwuletnie osiągające zwykle do 60 cm wysokości.
LiścieSkrętoległe, pojedyncze, owłosione. Liście odziomkowe i dolne łodygowe zwykle długoogonkowe. Poza tym liście łodygowe siedzące z wyraźną centralną wiązką przewodzącą.
KwiatyZebrane w szczytowe lub wyrastające w kątach liści wierzchotki, czasem rozgałęzione. Kwiaty 5-krotne, niebieskie, fioletowe, purpurowe do czerwonawych, rzadko białe, osiągające 8 mm średnicy. Działki kielicha zrośnięte tylko u nasady. Płatki korony zrośnięte u nasady w krótką rurkę z łuskowatymi osklepkami w gardzieli. Końce płatków rozpostarte i zaokrąglone tworzą koronę kółkową do dzwonkowatej. Pręciki równej długości, zwykle krótsze od rurki korony, ich nitki są bardzo krótkie, a pylniki krótkie. Zalążnia górna, czterokomorowa, z pojedynczą szyjką słupka jeszcze krótszą od pręcików.
OwoceRozłupnie rozpadające się na cztery rozłupki pokryte haczykowatymi kolcami.

## Systematyka
Rodzaj należy do podplemienia Cynoglossinae, plemienia Cynoglosseae w obrębie podrodziny Cynoglossoideae w rodzinie ogórecznikowatych (Boraginaceae).
Wykaz gatunków
- Cynoglossum aequinoctiale T.C.E.Fr.
- Cynoglossum alpestre Ohwi
- Cynoglossum alpinum (Brand) Riedl
- Cynoglossum alticola Hilliard & B.L.Burtt
- Cynoglossum amabile Stapf & J.R.Drumm. – ostrzeń powabny
- Cynoglossum amplifolium Hochst. ex A.DC.
- Cynoglossum asperrimum Nakai
- Cynoglossum australe R.Br.
- Cynoglossum austroafricanu m Hilliard & B.L.Burtt
- Cynoglossum baeticum Sutorý
- Cynoglossum birkinshawii J.S.Mill.
- Cynoglossum borbonicum (Lam.) Bory
- Cynoglossum bottae Deflers
- Cynoglossum capusii (Franch.) Pazij
- Cynoglossum castaneum Riedl
- Cynoglossum castellanum Pau
- Cynoglossum celebicum Brand
- Cynoglossum cernuum Baker
- Cynoglossum cheranganiense  Verdc.
- Cynoglossum clandestinum Desf.
- Cynoglossum coeruleum Hochst. ex A.DC.
- Cynoglossum columnae Biv.
- Cynoglossum creticum Mill.
- Cynoglossum dioscoridis Vill.
- Cynoglossum divaricatum Steph. ex Lehm.
- Cynoglossum gansuense Y.L.Liu
- Cynoglossum germanicum Jacq. – ostrzeń górski
- Cynoglossum glabellum Riedl
- Cynoglossum grande Douglas ex Lehm.
- Cynoglossum hanangense Verdc.
- Cynoglossum hedbergiorum Riedl
- Cynoglossum hellwigii Brand
- Cynoglossum henricksonii L.C.Higgins
- Cynoglossum hintoniorum B.L.Turner
- Cynoglossum hispidum Thunb.
- Cynoglossum holosericeum Steven
- Cynoglossum × hybridum Thuill.
- Cynoglossum inyangense E.S.Martins
- Cynoglossum javanicum Thunb. ex Lehm.
- Cynoglossum kandavanensis (Bornm. & Gauba) Akhani
- Cynoglossum karamojense Verdc.
- Cynoglossum krasniqii Wraber
- Cynoglossum lanceolatum Forssk.
- Cynoglossum leptostachyum DC.
- Cynoglossum limense Willd.
- Cynoglossum lowryanum J.S.Mill.
- Cynoglossum macrocalycinum  Riedl
- Cynoglossum macrolimbe Riedl
- Cynoglossum magellense Ten.
- Cynoglossum meeboldii Brand
- Cynoglossum microglochin Benth. – ostrzeń drobnozadziorkowy, o. przeośnięty[8], o. przerastający
- Cynoglossum × modorense Rech.
- Cynoglossum monophlebium Baker
- Cynoglossum montanum L.
- Cynoglossum nebrodense Guss.
- Cynoglossum novaguineense Riedl
- Cynoglossum obtusicalyx Retief & A.E.van Wyk
- Cynoglossum occidentale A.Gray
- Cynoglossum officinale L. – ostrzeń pospolity
- Cynoglossum paniculatum Poepp.
- Cynoglossum papuanum Schltr. ex O.Brand
- Cynoglossum pringlei Greenm.
- Cynoglossum rochelia A.DC.
- Cynoglossum sabirense (R.R.Mill & A.G.Mill.) J.R.I.Wood
- Cynoglossum semnanicum Khat.
- Cynoglossum seravschanicum  (B.Fedtsch.) Popov
- Cynoglossum spelaeum Hilliard & B.L.Burtt
- Cynoglossum stewartii Kazmi
- Cynoglossum suaveolens R.Br.
- Cynoglossum timorense Riedl
- Cynoglossum trianaeum Wedd.
- Cynoglossum triste Diels
- Cynoglossum trollii Melch.
- Cynoglossum tsaratananense  J.S.Mill.
- Cynoglossum ukaguruense Verdc.
- Cynoglossum vanense Sutorý
- Cynoglossum velebeticum K.Malý
- Cynoglossum virginianum L.
- Cynoglossum viridiflorum Pall. ex Lehm.
- Cynoglossum wallichii G.Don
- Cynoglossum wildii E.S.Martins
- Cynoglossum yemenense (R.R.Mill & A.G.Mill.) Verdc.
- Cynoglossum zeylanicum (Vahl) Brand